# Caulokaempferia linearis
Caulokaempferia linearis är en enhjärtbladig växtart som först beskrevs av Nathaniel Wallich, och fick sitt nu gällande namn av Kai Larsen. Caulokaempferia linearis ingår i släktet Caulokaempferia och familjen Zingiberaceae.
Artens utbredningsområde är Assam (Indien). Inga underarter finns listade i Catalogue of Life.